# سليم أحمد عبد الهادي
سليم بن أحمد عبد الهادي (1870 - 1915) أحد أعيان سنجق نابلس في بدايات القرن العشرين.
ولد في نابلس عام 1870، لأسرة ثرية و متنفذة. كان ضمن المنادين بالإصلاح في السلطنة العثمانية وكان ممثلاً لحزب اللامركزية الإدارية في جنين وحيفا. انتُخب عضواً في مجلس إدارة قضاء جنين. عمل مع الفلاحين على منع تسرب الأراضي إلى المستوطنين اليهود.
خُدع بوعود جمال باشا السفاح فاستسلم له، وأخذ من جنين حيث كان مختبئاً واقتيد إلى عاليه حيث حوكم أمام ديوان القضاء العرفي، وشنق في 21 آب 1915 مع كوكبة من المناضلين العرب.